# Colònia Güell

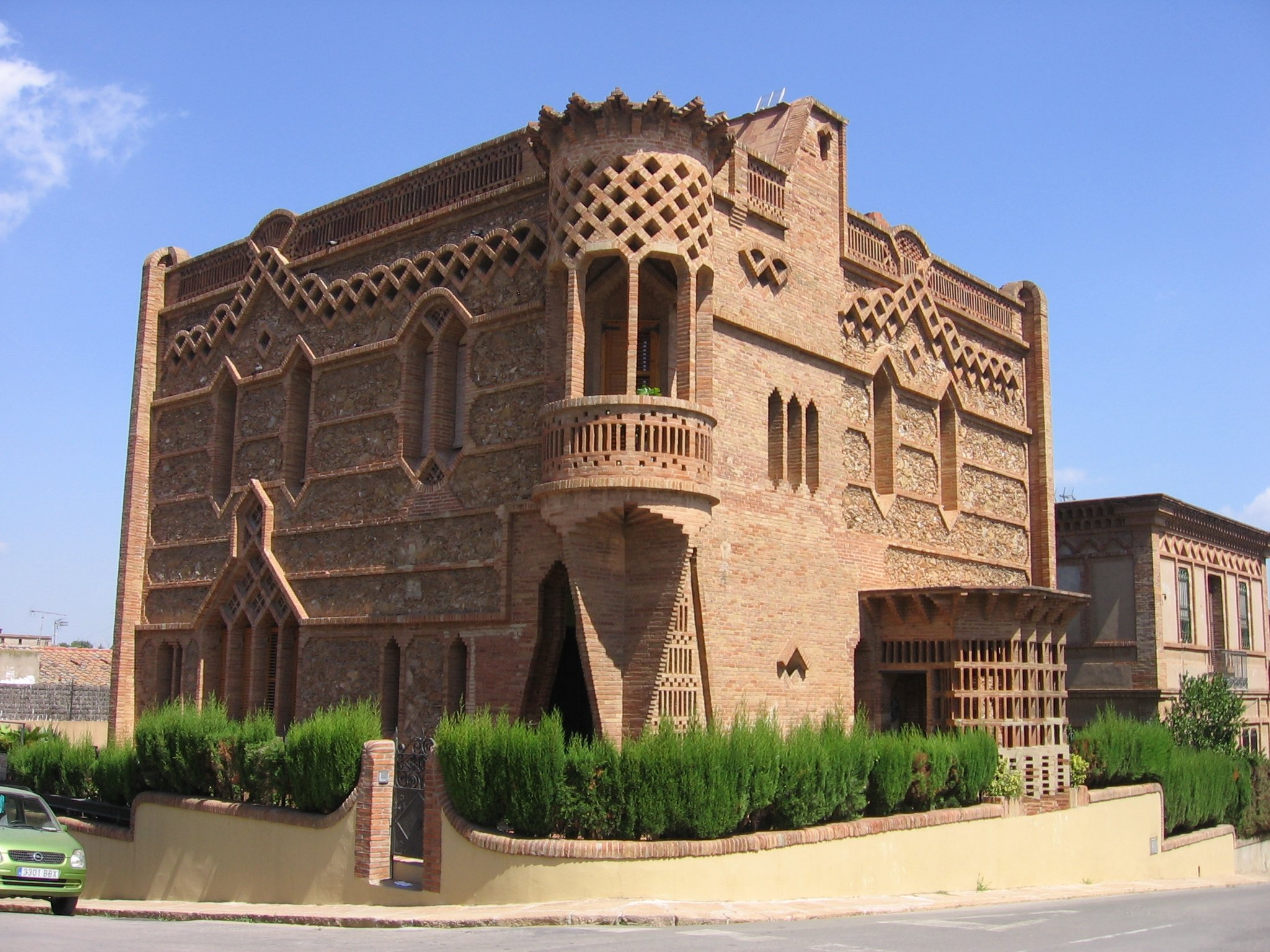
Das Haus Ca l’Espinal von Joan Rubió i Bellver, in dem der Verwalter der Fabrik wohnte

Die Colònia Güell ist eine ehemalige Industrieansiedlung in Santa Coloma de Cervelló, etwa 15 km von Barcelona entfernt. Sie wurde nach ihrem Eigentümer Eusebi Güell benannt und umfasst neben den Fabrikgebäuden eine Siedlung für die Arbeiter und die bekannte Krypta von Antoni Gaudí.
Die Colònia wurde 1890 in Betrieb genommen, in den Folgejahren erweitert und produzierte, bis zu ihrer Schließung infolge einer Wirtschaftskrise 1973, Textilien (Samt und Cord). Sie liegt wie eine Reihe anderer vergleichbarer Kolonien am Fluss Llobregat. Diese nutzten den Fluss wegen seines starken Gefälles. Die Güell-Kolonie hingegen nutzte von Beginn an Dampfmaschinen, da diese Energie zuverlässiger bereitstellen konnten. Wahrscheinlich baute Güell, der vorher eine Fabrik in Sants unmittelbar bei Barcelona besaß, die Anlage dort, da die soziale Lage in Barcelona zu dieser Zeit angespannt war.
Die gesamte Anlage umfasst etwa 6 ha. Sie vereinte nicht nur Wohn- und Arbeitsplatz an einem Ort, sondern sie stellte ihrer Arbeiterschaft auch Kultur- und Bildungseinrichtungen zur Verfügung. Im Vergleich zu seinen Konkurrenten verfolgte Güell also ein fortschrittliches Konzept. Konkret bedeutete dies, dass die Familien in relativ komfortablen Einfamilienhäusern wohnten, sie Zugang zur Schule hatten, eine Einkaufsgenossenschaft eine günstige Versorgung garantierte, ihnen ein Theater zur Verfügung stand, ärztliche Versorgung sichergestellt war und sie Gelegenheit zur Erholung hatten.
Architektonisch gehört die Colònia zum Modernisme, einer katalanischen Spielart des in ganz Europa verbreiteten Jugendstils. Es dominiert ein schlichter und funktioneller Stil, der geprägt ist von sichtbarem Backstein.

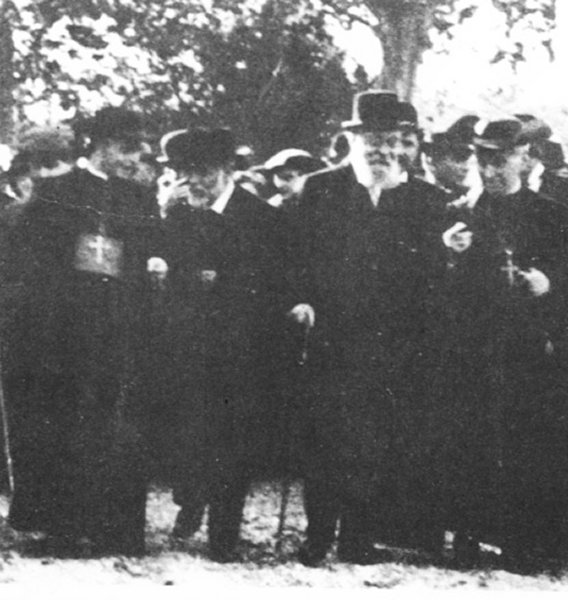
Antoni Gaudí und Eusebi Güell besuchen die Colònia Güell (1910).

Nach Jahren des Verfalls hat man nun damit begonnen, die Anlage wiederzubeleben und touristisch auszubauen. Einige Gebäude wurden von Firmen genutzt. Gegenwärtig leben noch nahezu 800 Personen auf dem Gelände. Das gesamte Ensemble steht seit 1990 unter Denkmalschutz.

## Die Krypta von Gaudí

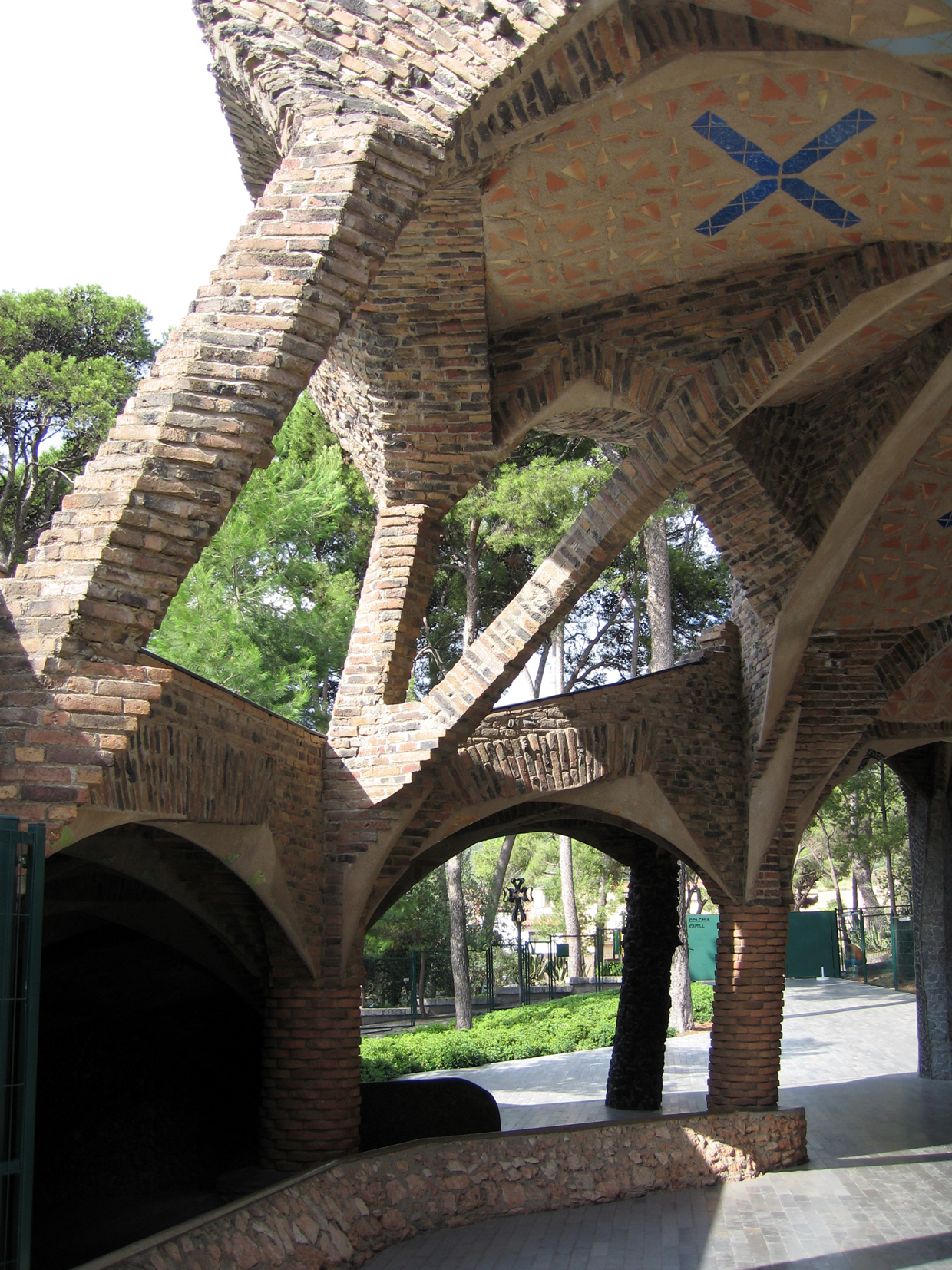
Säulen am Eingang zur Krypta

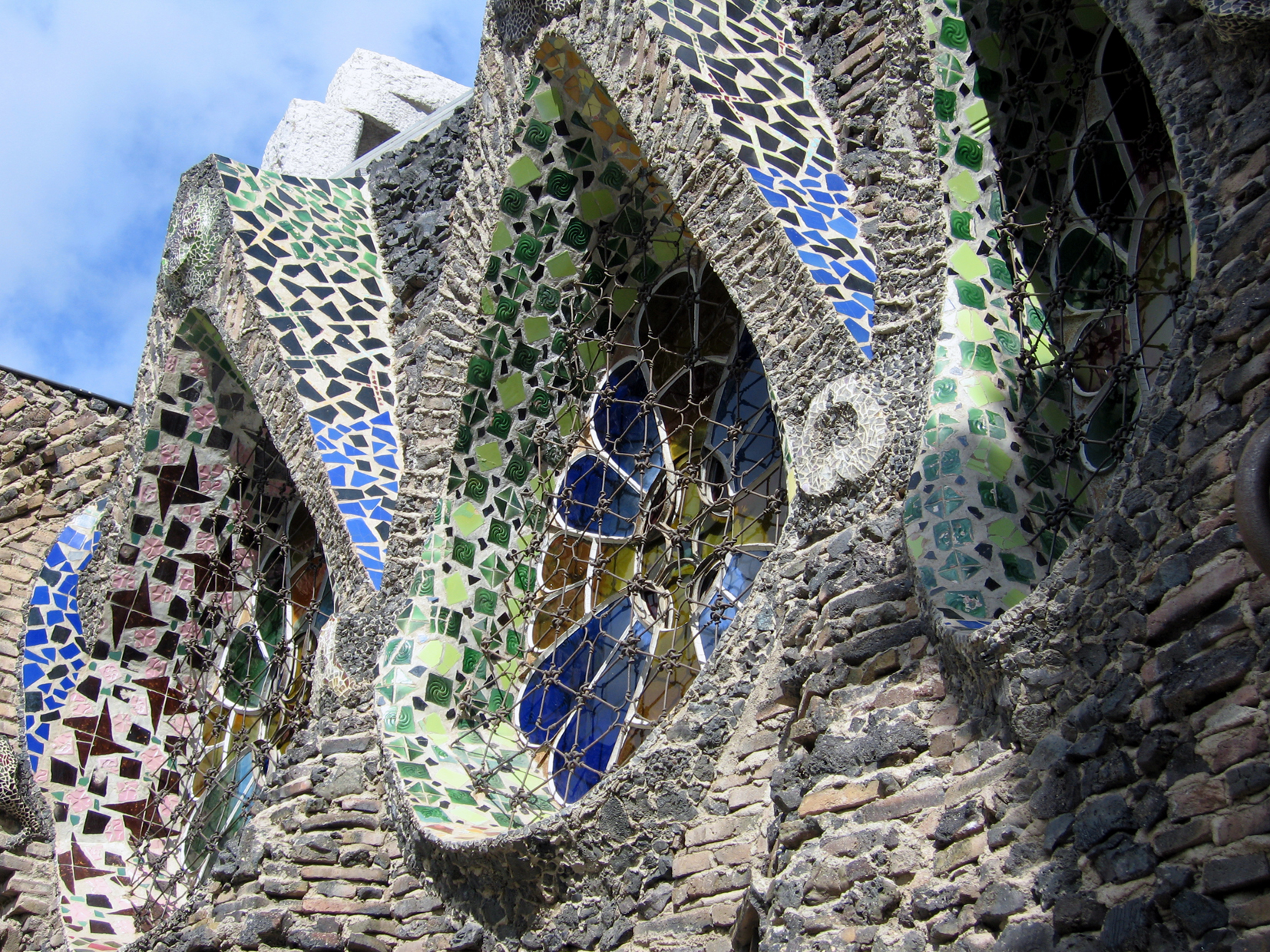
Detail der Fenster der Krypta

Das bekannteste Bauwerk der Colònia Güell ist die Krypta von Gaudí. Güell beauftragte ihn 1898 mit dem Bau einer Kirche. Nach einer langen Planungsphase begann der Bau zehn Jahre später.
Das ehrgeizige Projekt sah eine Kirche mit einem unteren und einem oberen Kirchenschiff vor, gekrönt von mehreren seitlichen Türmen und einem 40 Meter hohen zentralen Kuppelgewölbe.
Der ambitionierte Plan, der in vielerlei Hinsicht Elemente der berühmten Sagrada Família vorwegnahm, wurde nie vollständig realisiert. Fertiggestellt wurden wegen finanzieller Probleme – die Familie Güell kündigte 1914 an, den Bau nicht weiter finanzieren zu wollen – lediglich das untere Kirchenschiff, das daraufhin „Krypta“ genannt wurde, und die Portikus.
Diese Gebäudeteile verraten schon durch ihre typische schräge Säulenform, ihre schrägen Mauern und eine reiche symbolische Ornamentik ihre Urheberschaft. Auch hier verwendete Gaudi sichtbaren Backstein, der sich mit anderen Materialien, etwa Keramiken oder Naturstein, abwechselt. Gaudi beabsichtigte damit, die Farbigkeit der Landschaft in seinem Werk abzubilden.
Obwohl sie unvollendet blieb, gilt die Kirche als ein Höhepunkt des Werkes von Gaudí. Hier brachte er zum ersten Mal alle architektonischen Elemente ein, die er später bei der Sagrada Familia einsetzte. So finden sich darin bereits die Kettenbögen, die das Lastenproblem vereinfachen. Erstmals in der Geschichte der Architektur wurden Flächen in der Form eines Hyperbolischen Paraboloids ausgeführt. Diese Flächen wurden sowohl für die Außenmauern als auch für Wölbungen über dem Säulenvorbau verwendet. Das für die Kirche Colònia Güell konstruierte Schnurmodell ist ebenso wenig erhalten wie dasjenige der Sagrada Familia.
2005 wurden die Krypta und die Portikus zusammen mit anderen Werken Gaudís in die Liste des UNESCO-Weltkulturerbes aufgenommen.